# Kamieńczyk (dopływ Kamiennej)
Kamieńczyk (do 1945 niem. Zackerle) – potok w Sudetach, prawostronny dopływ Kamiennej o długości 5,72 km.

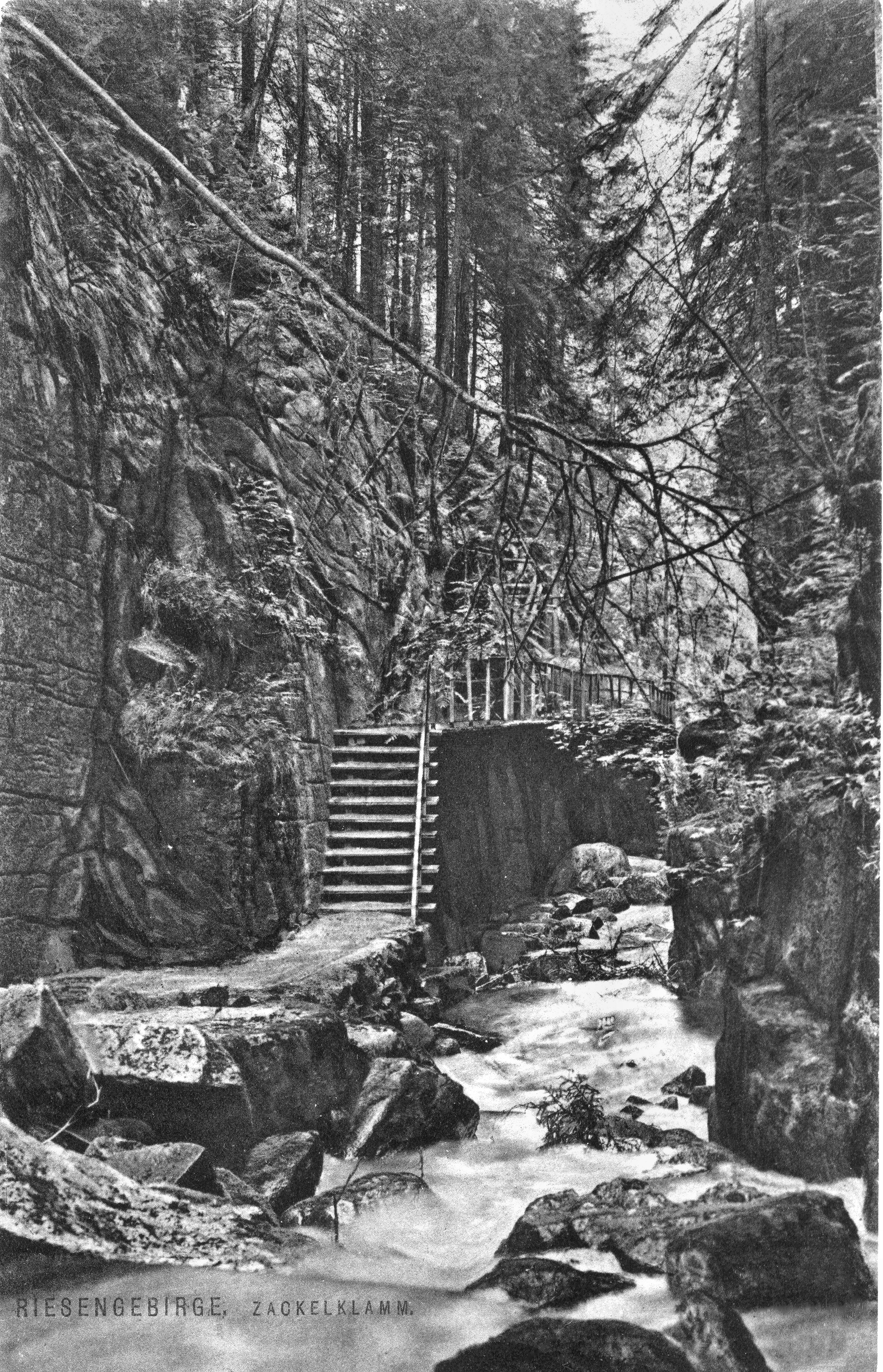
Potok Kamieńczyk, początek XX w.

Potok płynie w zachodniej części Karkonoszy. Jego źródła znajdują się w górnej części Hali Szrenickiej na wysokości ok. 1250 m n.p.m. W górnym biegu płynie na północ. W śrdokowym biegu, powyżej Szklarskiej Poręby, na wysokości 846 m n.p.m. tworzy wodospad, a poniżej niego skalisty Wąwóz Kamieńczyka. Poniżej wodospadu skręca na północny wschód. Uchodzi do Kamiennej w Szklarskiej Porębie. Jego lewym dopływem jest Wąski Potok, a prawymi dopływami są: Ciekotka, Świetlik i Złoty Potok.
Płynie po granicie i jego zwietrzelinie. W średniowieczu w łożysku Kamieńczyka poszukiwano złota i drogich kamieni (p. Złota Jama), a sam potok wzmiankowany był w tzw. Księgach Walońskich. Cały obszar zlewni Kamieńczyka porośnięty jest górnoreglowymi lasami świerkowymi, przy czym część z nich została w ostatnich latach zniszczona i wyrąbana. Od źródeł do wylotu Wąwozu Kamieńczyka płynie po terenie objętym Karkonoskiego Parku Narodowego.
Wzdłuż dolnego biegu potoku biegnie czarny szlak turystyczny ze Szklarskiej Poręby do wodospadu. Od wodospadu wzdłuż Kamieńczyka biegnie czerwony szlak ze Szklarskiej Poręby na Halę Szrenicką.
Drogą z Hali Szrenickiej wzdłuż doliny Kamieńczyka biegł dawniej zimą popularny wśród turystów zjazd saneczkowy o długości ok. 5 km i różnicy wzniesień ok. 450 m. Tuż powyżej Wodospadu Kamieńczyka droga ta przekracza potok mostem. Pod koniec lutego 1980 r. zjeżdżały nią na dużych sankach cztery młode turystki z NRD. Na oblodzonym odcinku przed mostem straciły panowanie nad sankami, które z całą siłą uderzyły w barierę mostu. Sanki wprawdzie nie spadły do potoku, ale jedna z dziewcząt zginęła na miejscu, a pozostałe w stanie ciężkim trafiły do szpitala.
W wąwozie utworzonym przez potok kręcono niektóre sceny filmu Opowieści z Narnii: Książę Kaspian.